# Теорема Енгеля
Теорема Енгеля — твердження в теорії алгебр Лі щодо еквівалентності різних означень нільпотентності для цих алгебр.

## Необхідні означення
Нехай {\displaystyle {\mathfrak {g}}} — скінченновимірна алгебра Лі над довільним полем k. Якщо {\displaystyle {\mathfrak {a}},{\mathfrak {b}}} — підмножини алгебри, то {\displaystyle [{\mathfrak {a}},{\mathfrak {b}}]} позначає скінченні суми елементів виду {\displaystyle [X,Y],} де {\displaystyle X\in {\mathfrak {a}},\;Y\in {\mathfrak {b}}.}
Нижній центральний ряд алгебри Лі вводиться послідовно: {\displaystyle {\mathfrak {g}}^{0}={\mathfrak {g}},\;{\mathfrak {g}}^{i+1}=[{\mathfrak {g}},{\mathfrak {g}}^{i}]}.
Якщо {\displaystyle {\mathfrak {h}}\subset {\mathfrak {g}}} — підалгебра Лі, то можна також ввести зростаючі центральні ряди: {\displaystyle C_{\mathfrak {g}}^{0}({\mathfrak {h}})=0,\;C_{\mathfrak {g}}^{i+1}({\mathfrak {h}})=\{Xin{\mathfrak {g}}|[X,{\mathfrak {h}}]\subset C_{\mathfrak {g}}^{i}({\mathfrak {h}})\}.} Для позначення {\displaystyle C_{\mathfrak {g}}^{i+1}({\mathfrak {g}})} також використовується {\displaystyle C^{i+1}({\mathfrak {g}}).}
Алгебра Лі називається нільпотентною, якщо {\displaystyle {\mathfrak {g}}^{n}=0} для деякого числа. Еквівалентно, якщо ввести позначення {\displaystyle \operatorname {ad} _{X}(Y)=[X,Y],\ } то алгебра Лі буде нільпотентною якщо для деякого натурального числа n і {\displaystyle \forall X_{1},X_{2},\ldots ,X_{n},Y\in {\mathfrak {g}},\qquad (1)}
виконується adX1adX2 ⋅⋅⋅ adXn = 0.
Алгебра Лі {\displaystyle {\mathfrak {g}}} називається ad-нільпотентною, якщо кожне лінійне відображення {\displaystyle \operatorname {ad} _{X},\;X\in {\mathfrak {g}}} є нільпотентним.

## Твердження теореми
Скінченновимірна алгебра Лі над довільним полем k є нільпотентною тоді і тільки тоді, коли вона є ad-нільпотентною.

## Доведення
Якщо алгебра Лі є нільпотентною, то існує число n для якого adX1adX2 ⋅⋅⋅ adXn = 0 для всіх {\displaystyle \forall X_{1},X_{2},\ldots ,X_{n},Y\in {\mathfrak {g}}.} Зокрема звідси {\displaystyle (\operatorname {ad} _{X})^{n}=0,\;\forall X\in {\mathfrak {g}}} і всі оператори {\displaystyle \operatorname {ad} _{X}} є нільпотентними.
Навпаки, нехай {\displaystyle {\mathfrak {g}}} — скінченновимірна ad-нільпотентна алгебра Лі. Алгебра Лі є нільпотентною тоді і тільки тоді, коли факторалгебра {\displaystyle {\mathfrak {g}}/C({\mathfrak {g}})} по центру алгебри є нільпотентною. Дійсно ця факторалгебра є нільпотентною тоді і тільки тоді, коли для деякого n виконується {\displaystyle {\mathfrak {g}}^{n}\subset C({\mathfrak {g}}).} Але тоді {\displaystyle {\mathfrak {g}}^{n+1}=0.}
Для введених вище зростаючих центральних рядів {\displaystyle C^{1}({\mathfrak {g}})=C({\mathfrak {g}}),} а {\displaystyle C^{i+1}({\mathfrak {g}})/C^{i}({\mathfrak {g}})} є центром алгебри {\displaystyle {\mathfrak {g}}/C^{i}({\mathfrak {g}}).} Тому {\displaystyle {\mathfrak {g}}^{n+1}=0} тоді і тільки тоді коли {\displaystyle C^{i}({\mathfrak {g}})={\mathfrak {g}}.}
Якщо для підалгебри {\displaystyle {\mathfrak {h}}\subset {\mathfrak {g}}} усі лінійні оператори {\displaystyle (\operatorname {ad} _{X}),\;X\in {\mathfrak {h}}} є нільпотентними, то {\displaystyle C_{\mathfrak {g}}^{n}({\mathfrak {h}})={\mathfrak {g}}.} З цього твердження для {\displaystyle {\mathfrak {h}}\subset {\mathfrak {g}}} і попереднього критерію нільпотентності випливає теорема Енгеля.
Доведення можна здійснювати по розмірності алгебри {\displaystyle {\mathfrak {h}}}. Для n=1 воно відразу випливає із означення нільпотентності {\displaystyle \operatorname {ad} _{X}}. Нехай розмірність {\displaystyle {\mathfrak {h}}} є більшою одиниці і {\displaystyle {\mathfrak {j}}} — її максимальна власна підалгебра Лі. Тоді згідно припущення індукції існує число m для якого {\displaystyle C_{\mathfrak {g}}^{m}({\mathfrak {j}})={\mathfrak {g}}} і {\displaystyle C_{\mathfrak {h}}^{m}({\mathfrak {j}})={\mathfrak {h}}.}
Візьмемо таке число j, що {\displaystyle C_{\mathfrak {h}}^{j}({\mathfrak {j}})\subset {\mathfrak {j}}} але {\displaystyle C_{\mathfrak {h}}^{j+1}({\mathfrak {j}})\not \subset {\mathfrak {j}}.} Нехай також {\displaystyle X\in C_{\mathfrak {h}}^{j+1}({\mathfrak {j}})-{\mathfrak {j}}.} Тоді {\displaystyle [X,{\mathfrak {j}}]\subset {\mathfrak {j}}} і тому {\displaystyle kX\oplus {\mathfrak {j}}} є підалгеброю у {\displaystyle {\mathfrak {h}}} і зважаючи на максимальність {\displaystyle {\mathfrak {h}}=kX\oplus {\mathfrak {j}}} і {\displaystyle {\mathfrak {j}}} є ідеалом у {\displaystyle {\mathfrak {h}}.}
Далі {\displaystyle [X,C_{\mathfrak {g}}^{i}({\mathfrak {j}})]\subset C_{\mathfrak {g}}^{i}({\mathfrak {j}})} для всіх i. Справді, очевидно {\displaystyle [X,0]=0} і якщо твердження справедливе для всіх чисел менше i і {\displaystyle Y\in C_{\mathfrak {g}}^{i}({\mathfrak {j}}),\;H\in {\mathfrak {j}},} то {\displaystyle [[Y,X],H]=[[Y,H],X]+[Y,[X,H]]\subset [C_{\mathfrak {h}}^{i-1}({\mathfrak {j}}),X]} і тому {\displaystyle \operatorname {ad} _{X}(Y)=[X,Y]\subset C_{\mathfrak {g}}^{i}({\mathfrak {j}}).}
Далі, оскільки відображення {\displaystyle \operatorname {ad} _{X}} є нільпотенним і стабілізує підалгебри послідовності 
{\displaystyle 0=C_{\mathfrak {g}}^{0}({\mathfrak {j}})\subset \ldots \subset C_{\mathfrak {g}}^{m}({\mathfrak {j}})={\mathfrak {g}}}
то існує подрібнення 
{\displaystyle 0=B^{0}\subset \ldots \subset B^{n}={\mathfrak {g}}}
для якого {\displaystyle [X,B^{i}]\subset B^{i-1}} і також {\displaystyle [B^{i},{\mathfrak {j}}]\subset B^{i-1}}. 
Звідси {\displaystyle [B^{i},{\mathfrak {h}}]\subset B^{i-1}} і {\displaystyle C_{\mathfrak {g}}^{n}({\mathfrak {h}})={\mathfrak {g}}.}